# Rolando León
Rolando Juan Carlos León (Pergamino, 28 de agosto de 1932 - Buenos Aires, 11 de noviembre de 2015) fue un investigador científico y docente en el área de la Ecología que estudió la heterogeneidad de la vegetación. Fue profesor de Ecología en la Facultad de Agronomía de la Universidad de Buenos Aires e Investigador Principal del Conicet.
Describió la heterogeneidad de la vegetación a distintas escalas e identificó los factores ambientales que la causan. Sus descripciones y mapas de la vegetación de las regiones pampeana y patagónica revelaron sus comunidades vegetales espontáneas y su relación con los principales factores ambientales. También estudió la dinámica de la vegetación luego del abandono de los cultivos o del manejo del pastoreo doméstico. Su estudio de la sucesión secundaria de pastizales pampeanos durante cuarenta años es un caso único y temprano de investigación ecológica de largo plazo en Sudamérica.

## Biografía
León nació en Pergamino en 1932. Vivió su niñez en Matheu, en las afueras del conurbano bonaerense, desde donde viajaba todos los días hasta San Fernando para ir a la escuela.
En la universidad se graduó de Maestro Normal Nacional e Ingeniero Agrónomo. Se inició en la investigación alentado por Lorenzo R. Parodi y dirigido por Alberto Soriano, en la Cátedra de Fisiología Vegetal y Fitogeografía de la Facultad de Agronomía de la Universidad de Buenos Aires. Sus primeros estudios fueron sobre las comunidades de malezas de cultivos de lino y maíz.
Luego realizó su doctorado en el Instituto de Geobotánica de la Escuela Politécnica Federal (ETH), en Zürich, Suiza, bajo la dirección de Alberto Soriano y de los Profesores Dr. F. Richard y Dr. H. Ellenberg. En su tesis, titulada "Balance de agua y nitrógeno en praderas no fertilizadas", estudió los controles ambientales que causaban la heterogeneidad de pastizales no fertilizados. Obtuvo el título de Doctor en Ciencias Naturales en el año 1965. En este período consolidó su entrenamiento en la metodología fitosociológica para identificar comunidades que usaría tan creativamente el resto de su carrera.
De regreso a la Argentina, comenzó a trabajar como profesor e investigador en la cátedra de Ecología de la Facultad de Agronomía de la Universidad de Buenos Aires. Allí comenzó a estudiar los pastizales naturales y las malezas del maíz y otros cultivos. Luego ingresaría a la carrera de investigador del Conicet. Fue miembro fundador del Instituto de Investigaciones Fisiológicas y Ecológicas Vinculadas a la Agricultura (IFEVA), de la FAUBA y el CONICET.
Fue Académico de Número de la Academia Nacional de Agronomía y Veterinaria de Argentina.

## Aportes científicos

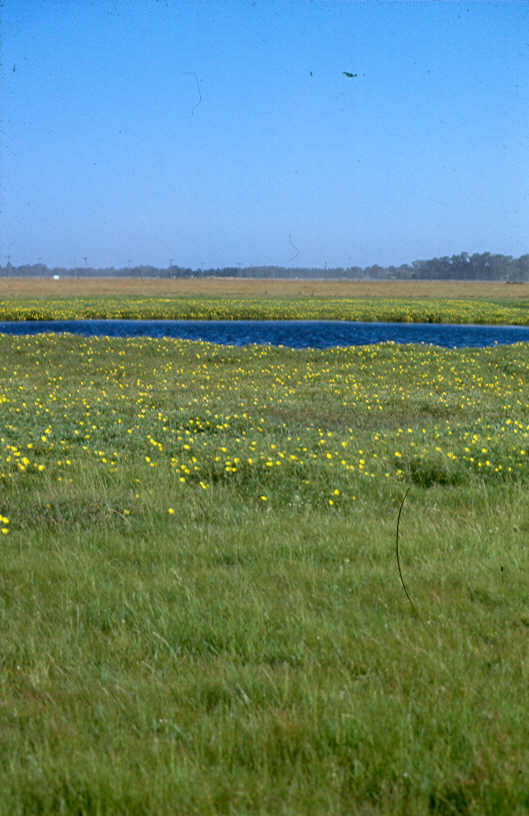
Pastizal de la Pampa Inundable

Clasificó y mapeó la vegetación de la región de los pastizales del Río de La Plata, un área de aproximadamente 700 000 kilómetros cuadrados. Sobre la base de estudios fisonómicos, geológicos y de vegetación, distinguió siete unidades: Pampa Ondulada, Pampa Interior, Pampa Austral, Pampa Inundable, Pampa Mesopotámica (mayoritariamente de Argentina) y Campos del Sur y del Norte (mayoritariamente en Uruguay y Brasil). Dentro de los pastizales del Río de La Plata, describió la heterogeneidad de los pastizales de la Pampa Inundable. La vegetación de esta región había sido descrita solo a partir de sus especies dominantes por Federico Vervoorst. Rolando León realizó cientos de censos florísticos y los sintetizó en una sencilla clasificación de comunidades que se distribuyen de forma intrincada en el terreno. Sus estudios revelaron especies poco conspicuas como indicadoras fieles de cada comunidad. Mostró el valor de la comunidad en su conjunto como indicadora del ambiente, en lugar del de una o unas pocas especies emblemáticas. Así, a partir de las especies de un pastizal se pueden inferir propiedades del suelo y del régimen de pastoreo e inundación. También es más sencillo y efectivo ubicar zonas de estudio y extrapolar los resultados obtenidos a otras áreas. Sus descripciones y propuestas dieron origen a decenas de investigaciones sobre problemas ecológicos de la región.

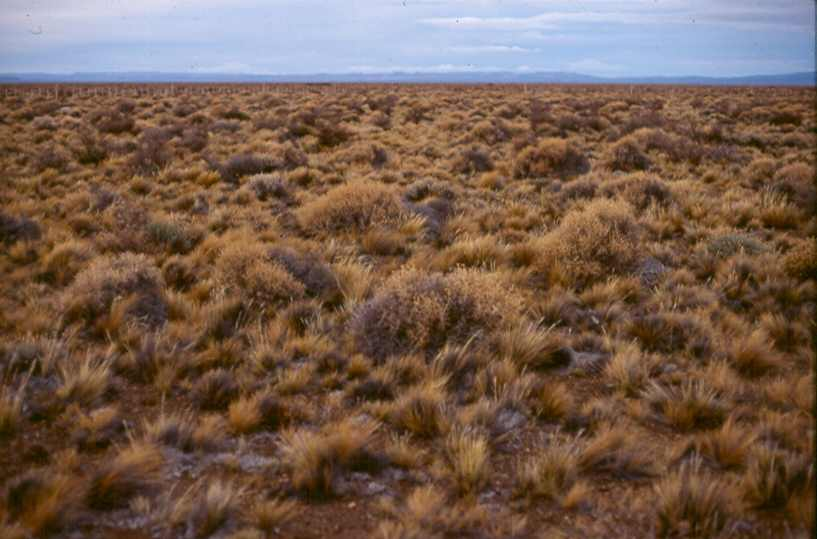
Estepa del Distrito Occidental. Patagonia

En otras regiones y áreas temáticas realizó contribuciones de envergadura. En la Patagonia extraandina, dentro de los grandes Distritos definidos por Alberto Soriano, identificó y mapeó 16 unidades fisonómico-florísticas. Estudió la sucesión secundaria post-agrícola en el oeste de la región pampeana y los efectos del pastoreo sobre la composición de especies y la estructura de la vegetación en pastizales pampeanos y en estepas patagónicas. A mayor escala, estableció un nuevo límite occidental del pastizal pampeano. En los últimos años de vida contribuyó a describir y mapear las unidades de vegetación de toda la Argentina sobre la base de sus propios estudios en Patagonia y Pampa y los de otros investigadores en el resto de las regiones.
Su obra le permitió dar forma a un modelo conceptual sobre el manejo de los recursos naturales basado en cuatro premisas: 1) Los investigadores y los tomadores de decisiones sobre los recursos naturales deben identificar, caracterizar y tener en cuenta los elementos de heterogeneidad de la vegetación a escala de paisaje. 2) Esta suele manifestarse en forma de gradientes o en forma de "stands", áreas con una composición de especies homogénea cuyos límites se distinguen claramente. 3) Describir esa variación y determinar sus causas permite comprender los patrones y procesos ecológicos y proponer hipótesis. 4) Reconocer la heterogeneidad es crítico para planificar estudios, prever su potencial de extrapolación y delimitar unidades de manejo.
Fue un gran motivador de jóvenes estudiantes y formador de discípulos.

## Distinciones
- Socio Honorario de la Asociación Argentina de Ecología,[16] de la Sociedad Argentina de Botánica y del Centro Argentino de Arquitectos Paisajistas.
- Académico de Número de la Academia Nacional de Agronomía y Veterinaria de Argentina.[17]
- Gran Maestro de la Universidad de Buenos Aires.[18]

## Honores
- Aula "Rolando León" en el pabellón Genética de la Facultad de Agronomía (UBA).
- Libro-homenaje con 22 capítulos escritos por sus discípulos.[15]

## Publicaciones

### Artículos científicos
Selección de sus publicaciones más citadasː
- León, R. J., Bran, D., Collantes, M., Paruelo, J. M., & Soriano, A. (1998). Grandes unidades de vegetación de la Patagonia extra andina. Ecología Austral, 8(2), 125-144.
- León, R. J. C., Rusch, G. M., & Oesterheld, M. (1984). Pastizales pampeanos-impacto agropecuario. Phytocoenologia, 201-218.
- Burkart, S. E., Leon, R. J., & Movia, C. P. (1990). Inventario fitosociológico del pastizal de la Depresión del Salado (Prov. Bs. As.) en un área representativa de sus principales ambientes. Darwiniana, 27-69.
- León, R. J. C., & Aguiar, M. R. (1985). El deterioro por uso pasturil en estepas herbáceas patagónicas. Phytocoenologia, 181-196.
- Golluscio, R. A., León, R. J. C., & Perelman, S. B. (1982). Caracterización fitosociológica de la estepa del Oeste de Chubut; su relación con el gradiente ambiental. Boletín de la Sociedad Argentina de Botánica, 21(1-4), 299-324.

### Libros
- Ecología de paisajes. Teoría y aplicación. 2002. Z. Naveh, M. Liberman, F. Sarmiento, C.M.Ghersa y R.J.C. León. 571 pp. Editorial FAUBA. ISBN 950-29-0676-4